# Bebius cylindricus
Bebius cylindricus là một loài bọ cánh cứng trong họ Cerambycidae.